# Mastín del Pirineo
De Mastín del Pirineo is een hondenras.

## Naam
De Mastín del Pirineo wordt ook wel Mastín de los Pirineos of Pyrenese Mastiff genoemd.

## Geschiedenis
De mastín del Pirineo (mastín de los Pirineos) is een grote, gespierde hond uit de Spaanse Pyreneeën. Er is verwantschap met de Pyrenese berghond en met de mastín Español, maar de mastín del Pirineo is iets groter en zwaarder dan de Pyrenese berghond en verschilt ook in kleur. 
De taak van de mastín del Pirineo was en is het bewaken van de kudde schapen, ook zonder dat de herder aanwezig is, het samendrijven van de kudde doen ze echter niet. 
Dit type hond komt in alle bergstreken voor, er zijn specifieke verschillen maar ze zijn allen zeer groot, sterk en in staat om zelfstandig op te treden.
De mastín del Pirineo is ingedeeld in rasgroep 2, sectie 2.2 Molossers en Berghonden.

## Ontwikkeling
Vooral tijdens de eerste maanden groeit deze hond verschrikkelijk snel, vooral in de hoogte. Dit kan in deze fase tot problemen leiden. Het is dan ook van groot belang om de hond uitgebalanceerd te belasten en goed te voeren.

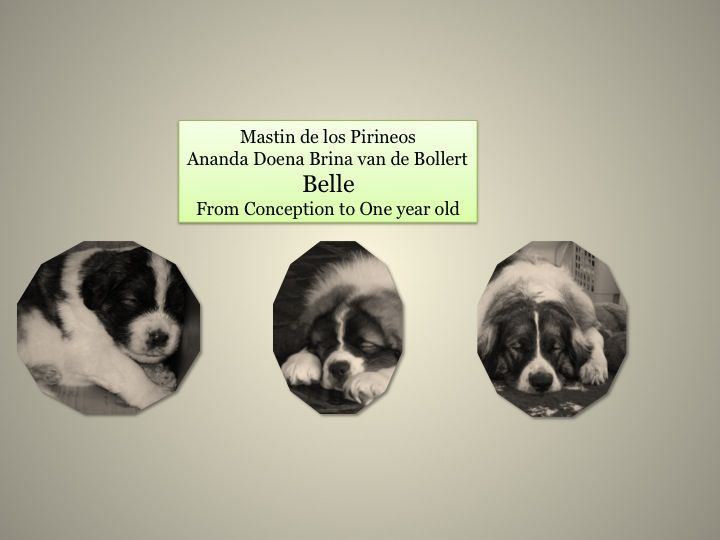
Ontwikkeling

De mastín de los Pirineos is pas rond de leeftijd van drie tot vier jaar, lichamelijk zowel als geestelijk, volwassen.
Een reu kan een volwassen gewicht van 80 kilo bereiken met een schofthoogte van 81 cm of hoger. 
Teven zijn lichter en zo'n 6 cm lager.
Reuen moeten minimaal 77 cm schofthoogte hebben, maar meer dan 81 cm heeft de voorkeur.
Teven behoren een schofthoogte te hebben van minimaal 72 cm, maar meer dan 75 cm heeft de voorkeur. 
Er is geen maximale maat. 
De mastín del Pirineo heeft een dubbele keelhuid, een brede schedel en een robuust, rechthoekig lichaam.

## Gedrag en karakter
De mastín del Pirineo is een uitermate zachtaardige, mensvriendelijke hond.
Hij is over het algemeen erg rustig, waaks, edel en intelligent.
Hij is daarnaast ook moedig en heeft een sterk uithoudingsvermogen. 
Wanneer gevaar dreigt kennen deze eigenschappen geen grenzen.
Dit houdt tevens in dat deze honden veel ruimte en beweging nodig hebben.
Een leven in een kennel is dan ook absoluut niet van toepassing op dit ras.
Tegenover andere honden gedragen ze zich uitermate sociaal.
Mits goed gesocialiseerd is het een uitstekende beschermer van de familie en een goede gezinshond.
Hij heeft echter ook een geheugen als een olifant en zal zich herinneren dat hij werd gekwetst of slecht behandeld.
Dit betekent voor zijn opvoeding dat het van groot belang is dat er sprake is van wederzijds vertrouwen.
Te veel druk op de hond zal niet werken, hij zal eerder tegendraads reageren dan gehoorzamen.
Het zijn geen honden die commando's onmiddellijk opvolgen. Ze zijn gewend zelfstandig te werken en hun eigen beslissingen te nemen.

## Uiterlijk
De mastín del Pirineo heeft middelgrote, hangende oren. De vacht is dik en ongeveer 6 tot 9 cm lang. De basiskleur is wit met een duidelijk masker. Over het lichaam zijn onregelmatig verdeelde, scherp afgegrensde vlekken in de kleur van het masker toegestaan. De top van de staart en de onderste delen van de benen zijn altijd wit.
De vacht is zelfreinigend, maar verdient desondanks regelmatige aandacht en verzorging.
Met name de vacht achter de oren en de broek vragen de nodige borstelbeurten om klitten of vervilten te voorkomen.

## Gebruiksdoel
De mastín del Pirineo waakte in het verleden over huis en hof en beschermde de kuddes tegen de wolf en de beer. Hij is gewend zelfstandig te werken.